# Rutilia imperialoides
Rutilia imperialoides är en tvåvingeart som beskrevs av Crosskey 1973. Rutilia imperialoides ingår i släktet Rutilia och familjen parasitflugor. Inga underarter finns listade i Catalogue of Life.